# Canal du Loing
El canal du Loing es un canal situado en Francia, de 49,4 km de largo que conecta el Sena (en Saint-Mammès) con el canal de Briare (cerca de Montargis). Atraviesa los departamentos de Loiret y Sena y Marne.
El duque de Orléans procuró cartas patentes para construir el canal en 1720, y fue acabado en 1723. Sólo en el año 1752 pasaron por él 3.815 barcazas. La esclusa 20 está hoy en desuso lo que deja 19 en funcionamiento.
El canal es lateral al río Loing excepto en dos lugares donde el río se usa como parte del canal. Hay una inclinación total de alrededor de 37 m.
El canal du Loing es parte de la ruta del Borbonado desde Saint-Mammès en el Sena a Chalon-sur-Saône sobre el río Saona.